# プロブレム・チャイルド/うわさの問題児
『プロブレム・チャイルド/うわさの問題児』（うわさのもんだいじ、Problem Child）は、1990年のアメリカ合衆国のコメディ映画。デニス・デューガン監督、ジョン・リッター、ジャック・ウォーデン、マイケル・オリヴァー出演。監督のデューガンは、本作が長編映画監督デビュー作となった。

## ストーリー
1人の女性が、かごに入った赤ん坊のジュニアを富豪の家の前に置き去って行った。ジュニアを家の女性が抱き上げたとき、彼は女性に向かって放尿する。その後、手に負えないほどのいたずら好きな問題児だったジュニアは、数々の家をたらい回しにされ、ついには修道院に預けられることになる。しかしそこでも問題児ぶりを発揮し、シスターたちから厄介者扱いされていた。
そのころベンとフローのヒーリー夫妻は、医師からフローに生殖能力が備わっていないと宣告され、養子をもらうことを勧められる。どうしても子供が欲しかったベンは養子を取ることを考えるが、フローは他人の子供を迎えることに反対だった。修道院では、トラブルばかり起こすジュニアを追い出そうと、シスターたちが市役所のピーボディーに詰め寄っていた。最初はジュニアをかばっていたピーボディーだが、度を越したジュニアの態度を見た彼は修道院から追い出すことを決意する。ベンはフローを説得し、彼女も養子を取ることに積極的になり2人で市役所を訪れる。対応したピーボディーからジュニアを勧められ、2人は彼を養子に迎えることにした。一方のジュニアは、収監された「蝶ネクタイ殺人鬼」というあだ名がついたマーティン・ベックのファンとなり、彼に手紙を送っていた。
家にジュニアを迎えたベンは、父のビッグ・ベンを家に呼ぶ。だが来た早々ジュニアは、いたずらで部屋に放火し、ビッグ・ベンを階段から落下させて病院送りにしてしまう。刑務所ではベックの精神鑑定が行われていたが、ベックは隙を突いて精神科医に成りすまし、刑務所から脱獄する。

## キャスト
| 役名                 | 俳優                       | 日本語吹替 |
| -------------------- | -------------------------- | ---------- |
| ベン・ヒーリー       | ジョン・リッター           | 江原正士   |
| ビッグベン・ヒーリー | ジャック・ウォーデン       | 滝口順平   |
| ジュニア・ヒーリー   | マイケル・オリヴァー       | 伊倉一寿   |
| ピーボディー         | ギルバート・ゴットフリード | 荒川太郎   |
| フロー・ヒーリー     | エイミー・ヤスベック       | 高島雅羅   |
| マーティン・ベック   | マイケル・リチャーズ       | 郷里大輔   |
| ロイ                 | ピーター・ジュラシック     |            |
| ロレイン             | シャーロット・エイキン     | 堀越真己   |
| 刑務所長             | ジョン・ウィリアム・ゴルト | 峰恵研     |
| シスターボス         | ヘレナ・ヒューマン         | 片岡富枝   |
| ルーシー             | コルビー・クライン         | 川田妙子   |
| 精神科医             | ジョン・オコンネル         | 田原アルノ |
| ヘンダーソン夫人     | クリステン・ロウマン       | 定岡小百合 |

- 日本語吹替：VHS版（DVD未収録）

## スタッフ
- 監督：デニス・デューガン
- 脚本：スコット・アレクサンダー、ラリー・カラゼウスキー
- 製作：ロバート・シモンズ
- 製作総指揮：ジェームズ・D・ブルベイカー（英語版）
- 撮影監督：ピーター・ライオンズ・コリスター（英語版）
- プロダクションデザイナー：ジョージ・コステロ
- 編集：トム・ファイナン、ダニエル・P・ハンリー、マイク・ヒル
- 音楽：マイルズ・グッドマン（英語版）
- 主題歌：ザ・ビーチ・ボーイズ 『プロブレム・チャイルド』
- 衣裳デザイン：アイリーン・ケネディー
- キャスティング：ヴァレリー・マキャフリー、ナンシー・ネイヤー

## 続編
アメリカでは、本作の翌年にオリジナルキャストが登場する『プロブレム・チャイルド2』が公開され、1995年にジャック・ウォーデンとギルバート・ゴットフリードを続投させ、主役の俳優を交代したテレビ映画『プロブレム・チャイルド3』が放送された。

## テレビ放送
1991年9月15日にNBCで放送されたバージョンは、劇場公開版では削除されたシーンを含めた12分拡大版で、このバージョンは映像ソフト化されていない。